# Cynisca (personnalité)
 (mai 2017).
Pour les articles homonymes, voir Cynisca.
Cynisca, ou Kyniska, (en grec ancien Κυνίσκα / Kuníska ) est une princesse de Sparte et la première femme de l'histoire à gagner un prix aux jeux olympiques antiques en 396 av. J.-C..

## Origine
Cynisca est née vers 440 av. J.-C. à Sparte, fille du roi de Sparte Archidamos II, de la dynastie des Eurypontides et d'Eupolie. Elle est la sœur du futur roi de Sparte, Agésilas II. Elle est décrite comme un garçon manqué, une cavalière experte et très riche, ainsi qualifiée pour être une entraîneuse talentueuse. Elle est extrêmement ambitieuse, la première femme à élever des chevaux et remporter une victoire olympique selon Pausanias,
Son nom de "petite chienne" pourrait être en relation avec le surnom Cyniscos, "chiot", donné à son grand-père Zeuxidame (Hérodote, "Histoire", 6, 7). Les chiens laconiens, c'est-à-dire spartiates, étaient réputés (Xénophon, "De la chasse", 10)[réf. nécessaire].
Concourir et gagner à la course de chars aux jeux olympiques coûtait très cher (élevage, entraîneur, construction et entretien du char...). Cela permettait donc à de riches propriétaires d'obtenir une forme de prestige auprès de leur concitoyens, dans une société spartiate mettant peu en valeur l'exhibition de richesses. Cette victoire aux courses de char montre donc la richesse de Cynisca, probablement obtenue grâce à l'héritage de son père. En effet, les femmes spartiates avait un droit d'héritage.

## Jeux olympiques
La plupart des femmes dans le monde grec antique ont été maintenues dans l'isolement du gynécée. L'apprentissage de tous types de sport leur était interdit, qu'il s'agisse d'équitation ou de chasse. Mais les femmes spartiates ont été formés dans ces disciplines dès leur plus jeune âge, de la même manière que leurs frères. Cela leur permettait, pensait-on, d'avoir des enfants plus robustes[réf. souhaitée].
Les concours olympiques étaient normalement réservés aux hommes. Les femmes n'avaient pas le droit de participer. Cependant les épreuves hippiques n'étaient pas courues par le propriétaire des chevaux, mais par un aurige. En cas de victoire, c'est ce propriétaire qui était désigné vainqueur[réf. souhaitée]. 
À l'époque, les femmes mariées n'avaient pas le droit d'entrer dans l'enceinte des jeux sous peine de mort. Cependant, les femmes qui avaient les moyens de financer un attelage et des chevaux pouvaient participer aux épreuves. Ainsi Cynisca entraîna sa propre équipe qui participa aux concours olympiques : elle remporta la course de quadrige - char dirigé par quatre chevaux (τέθριππον, tethrippon) par deux fois, en 396 et 392 av. J.-C..
Les sources textuelles la mentionnant sont peu nombreuses. Selon certaines, Cynisca aurait été poussée par son frère Agésilas II à participer aux compétitions équestres[réf. souhaitée]. Les motivations de ce dernier font l'objet de spéculations : il aurait voulu raviver l'esprit guerrier de la société spartiate  grâce à une victoire aux Jeux olympiques[réf. souhaitée]. Une autre hypothèse est qu'il voulait montrer les capacités de sa sœur Cynisca et ainsi mettre en avant les femmes[réf. souhaitée].

D'après Xénophon,, elle aurait été encouragée par son frère à élever des chevaux et à participer aux Jeux, dans le but de discréditer le sport par la participation d'une femme : il considéra son exploit comme une victoire sans mérite, due aux dépenses astronomiques engagées pour la course. Il aurait également déclaré que les autres épreuves mettaient, elles, en relief la bravoure et la valeur d'un homme. Après la victoire d'une femme, il espérait montrer le manque de virilité de ce sport. Cependant, les victoires de Cynisca n'ont pas empêché les riches Spartiates de s'engager dans cette discipline.
Un monument à la gloire de Cynisca a également été érigé à Sparte dans le bosquet des platanes, où des cérémonies religieuses ont eu lieu célébrant son culte héroïque. Elle fut la première femme à obtenir un tel culte, alors qu'il était rare pour les athlètes, et même que les tombes spartiates étaient anonymisées à l'exception de celles des Homoioi morts au combat et des femmes mortes en couches. 
Cynisca a aussi été honorée par une statue en bronze la représentant à côté du conducteur du char. Cette œuvre d'Apelle a été installée dans le temple de Zeus à Olympie, à côté de la statue de Troîlos. Elle aurait été d'aucune mesure avec les autres statues d'athlètes spartiates de l'époque.Une inscription, écrite à la première personne (selon une idée d'Agésilas d'après Xénophon[réf. souhaitée]), déclarait qu'elle était la seule femme à avoir remporté la couronne des épreuves de chars aux Jeux olympiques (Olympie, vers 390-380 av. J.-C.) : 
| Les rois de Sparte sont mes pères et frères. Cyniska, victorieuse de la course de chars aux chevaux rapides a érigé cette statue. Je déclare être la seule femme De toute la Grèce à avoir remporté cette couronne. Apelleas, fils de Calliclès, l'a fait. |  | Σπάρτας μὲν βασιλῆες ἐμοὶ πατέρες καὶ ἀδελφοί, ἅρματι δ’ ὠκυπόδων ἵππων νικῶσα Κυνίσκα εἰκόνα τάνδ’ ἔστασεν μόναν δ’ ἐμέ φαμι γυναικῶν Ἑλλάδος ἐκ πάσας τόν δε λαβεν στέφανον. Ἀπελλέας Καλλικλέος ἐπόησε. |

## Culture
La victoire de Cynisca a eu un impact très positif. D'autres femmes, particulièrement lacédémoniennes, ont gagné par la suite des courses de chars, telles Euryleonis, Bilistiche, Timareta, Theodota et Cassia. Cependant, aucune n'a été aussi renommée que Cynisca.
Zoe Karelli, poétesse grecque moderne, a écrit un poème sur l'amour que Cynisca portait à ses chevaux et sur la victoire olympique qui l'a rendue célèbre. De nos jours, cette princesse spartiate est fréquemment utilisée comme une figure représentative de l'ascension sociale de la femme [réf. souhaitée].

## Postérité

### Art contemporain
- Cynisca figure parmi les 1 038 femmes référencées dans l'œuvre d’art contemporain The Dinner Party (1979) de Judy Chicago. Son nom y est associé à celui d'Aspasie[12],[13].